# Światowy ranking snookerowy 1976/1977
Światowy ranking snookerowy 1976/1977 – lista przedstawia najlepszą 20. sezonu 1976/77. Pierwszą pozycję w rankingu zajął Walijczyk – Ray Reardon.

## Klasyfikacja 1976/77
| Poz. | Zawodnik        | Narodowość        | Punkty |
| ---- | --------------- | ----------------- | ------ |
| 1    | Ray Reardon     | Walia             | 15     |
| 2    | Alex Higgins    | Irlandia Północna | 9      |
| 3    | Eddie Charlton  | Australia         | 8      |
| 4    | Fred Davis      | Anglia            | 6      |
| 5    | Graham Miles    | Anglia            | 6      |
| 6    | Rex Williams    | Anglia            | 6      |
| 7    | Perrie Mans     | Południowa Afryka | 5      |
| 8    | John Spencer    | Anglia            | 5      |
| 9    | Dennis Taylor   | Irlandia Północna | 5      |
| 10   | Gary Owen       | Walia             | 4      |
| 11   | John Dunning    | Anglia            | 4      |
| 12   | Jim Meadowcroft | Anglia            | 3      |
| 13   | Cliff Thorburn  | Kanada            | 3      |
| 14   | Bill Werbeniuk  | Kanada            | 3      |
| 15   | John Pulman     | Anglia            | 3      |
| 16   | David Taylor    | Anglia            | 2      |
| 17   | Marcus Owen     | Walia             | 2      |
| 18   | Bernard Bennett | Anglia            | 2      |
| 19   | Ian Anderson    | Australia         | 1      |
| 20   | Warren Simpson  | Australia         | 1      |